# Maurizio Sacchi (esploratore)
Maurizio Sacchi (Sampierdarena, 9 novembre 1864 – regione del Lago Margherita, 7 febbraio 1897) è stato uno scienziato ed esploratore italiano.

## Biografia
Maurizio Sacchi nacque a Sampierdarena, dal mantovano Achille e da Elena Casati, ma all'età di due anni si trasferì con la famiglia a Mantova, dove il padre, patriota, medico e membro dell'Accademia nazionale virgiliana, assunse la direzione dell'Ospedale civile.
Sacchi, conclusi gli studi liceali, si iscrisse alla Facoltà di scienze fisiche naturali di Pavia, dove seguì i corsi di Torquato Taramelli, Pietro Pavesi e Felice Casorati.

Appunti delle lezioni di Felice Casorati sul calcolo infinitesimale presi da Maurizio Sacchi

A Pavia si laureò in fisica per poi divenire assistente di Antonio Roiti nella cattedra di fisica dell'Istituto di studi superiori di Firenze e infine vincere il concorso per assistente presso l'Ufficio centrale di meteorologia e geodinamica a Roma.
La passione del Sacchi per i viaggi di esplorazione nel Corno d'Africa che alla fine dell'Ottocento venivano tentati da numerose spedizioni italiane, fu rafforzata in seguito alla sua iscrizione, su proposta dei senatori Stanislao Cannizzaro e Giacomo Doria, alla Società geografica italiana nel 1892. Una delle questioni ancora insolute era quella dell'esito del percorso del fiume Omo del quale si ipotizzava la foce nell'Oceano indiano, oppure l'affluenza nel Nilo o infine l'affluenza in bacini interni. A questo proposito Sacchi pubblicò uno studio nel dicembre del 1894 sul Bollettino della Società geografica italiana, che fu tra i motivi per i quali gli fu affidato il compito di dirigere le osservazioni geografiche e naturalistiche quando fu approvata dalla stessa società la seconda spedizione Bottego nel bacino dell'Omo.
La spedizione, che contava, oltre a Vittorio Bottego e Sacchi, il sottotenente di vascello Lamberto Vannutelli e il sottotenente di fanteria Carlo Citerni, ebbe inizio nell'estate del 1895. A settembre dell'anno successivo la spedizione raggiunse la foce dell'Omo nel Lago Rodolfo (Lago Turkana), portando a termine il principale degli scopi scientifici che si era prefissa, cui si sommavano interessi di tipo economico, strategico e commerciale. Nell'ottobre la spedizione si divise e Sacchi prese la guida di quella parte del gruppo che per primo intraprendeva la via del ritorno, portando con sé i reperti raccolti fino ad allora.
Fu però ucciso in uno scontro con le popolazioni locali nei pressi del Lago Margherita. L'imperatore d'Etiopia Menelik II riconsegnò poi alla Società geografica italiana, verso la fine del 1897, parte del suo diario di viaggio e i materiali zoologici e mineralogici affidatigli da Bottego, che furono fatti oggetto di studi negli anni immediatamente successivi.
Fu iniziato nella massoneria.